# Ragnhild Mikkelsen
Ragnhild Mikkelsen (ur. 26 marca 1931, zm. 31 sierpnia 2008 w Oslo) – norweska panczenistka, brązowa medalistka mistrzostw świata. 

## Kariera
Największy sukces w karierze Ragnhild Mikkelsen osiągnęła w 1951 roku, kiedy zdobyła brązowy medal podczas mistrzostw świata w wieloboju w Eskilstunie. W zawodach tych wyprzedziły ją tylko Eevi Huttunen z Finlandii oraz kolejna Norweżka, Randi Thorvaldsen. W poszczególnych biegach Mikkelsen zajęła tam trzecie miejsce na 1000 m, a na pozostałych dystansach była czwarta. Wystartowała także na rozgrywanych dwa lata wcześniej mistrzostwach świata w Kongsbergu zajęła szesnastą pozycję. Dwukrotnie zdobywała medale Norwegii w wieloboju: w 1950 roku była druga, a rok później zdobyła brązowy medal.